# Joaquín Bárbara y Balza
Joaquín Bárbara y Balza (Llodio, 18 de diciembre de 1867-Santander, 10 de septiembre de 1931) fue un pintor academicista y catedrático de dibujo español.

## Biografía

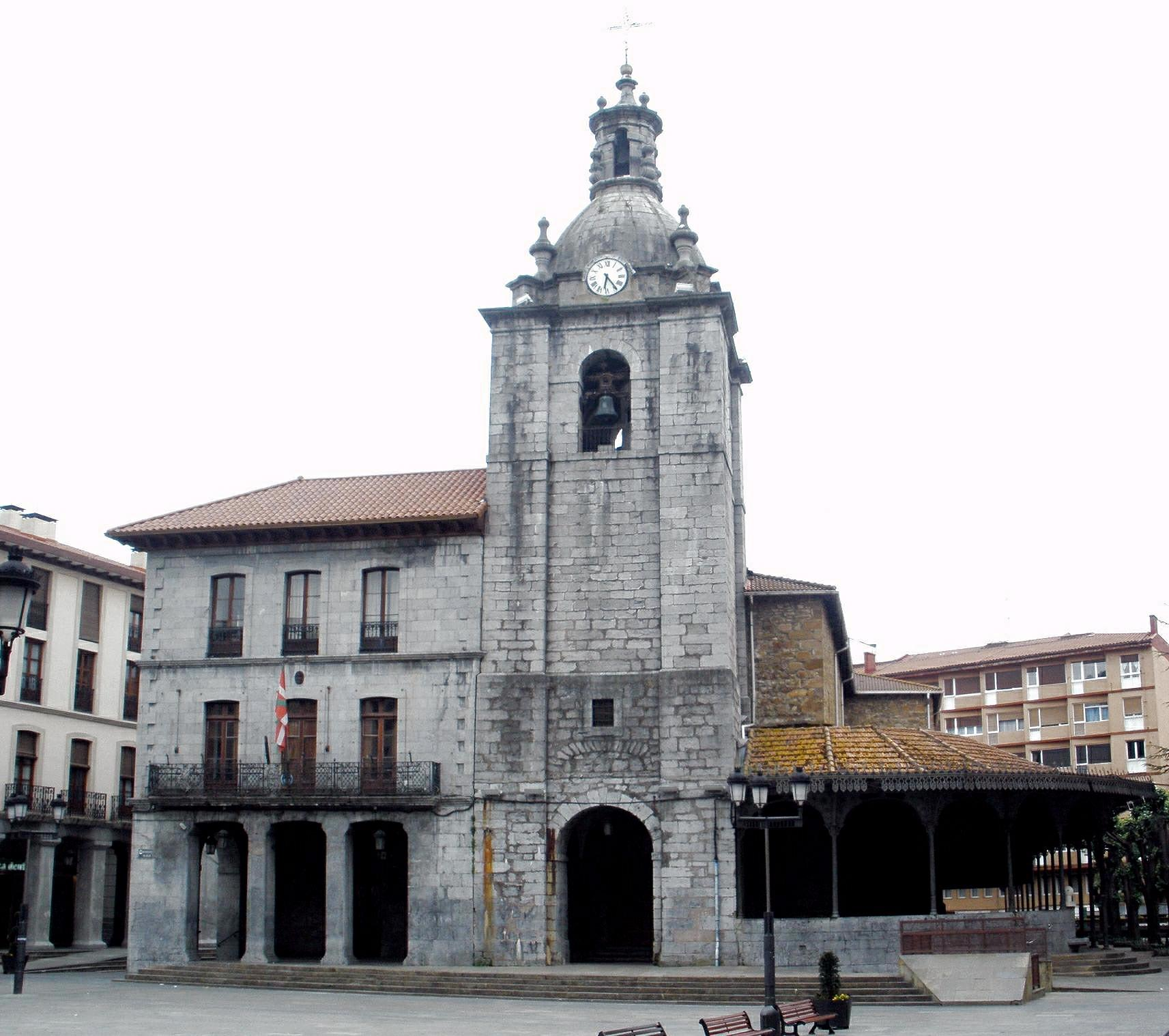
Vista de la plaza de Llodio, localidad natal del pintor

### Inicios
Joaquín Bárbara y Balza nació en la casa Aldaiko del valle de Llodio, Cuadrilla de Ayala, Álava, la madrugada del 18 de diciembre de 1867, en el seno de la familia formada por Joaquín de Bárbara y Alday y Florentina Balza de Berganza y Arriaga. Tras la prematura muerte de su padre en 1874 fue protegido por unos parientes residentes entre Madrid y Respaldiza, los hermanos Alday Icabalceta, lo que le permitió comenzar estudios generales en el Colegio Municipal de La Antigua de Orduña, dirigido por la Compañía de Jesús, y trasladarse más tarde a Madrid para ingresar como alumno de la Real Academia de Bellas Artes de San Fernando, donde figuró matriculado desde 1885 hasta 1891 en la Escuela Especial de Pintura, Escultura y Grabado. Ya en la capital contó asimismo con la protección de los marqueses de Urquijo y su círculo social y obtuvo, por oposición que evaluó un tribunal compuesto entre otros por Joaquín Sorolla, Alejandro Ferrant, Vicente Palmaroli o Dióscoro Puebla, el primer puesto como pensionado por la Pintura de Historia en la Academia Española de Bellas Artes de Roma, en la cual permanecerá ampliando su formación entre 1895 y 1899 junto a sus compañeros de la sexta y última promoción de pintura del siglo XIX César Álvarez Dumont y Ángel Andrade, y a otros artistas como los escultores Antonio Alsina y Miguel Ángel Trilles, el pintor Gustavo Bacarisas, los músicos Fernando Carnicer y Emilio Tuesta o el grabador Ezequiel Ruiz.

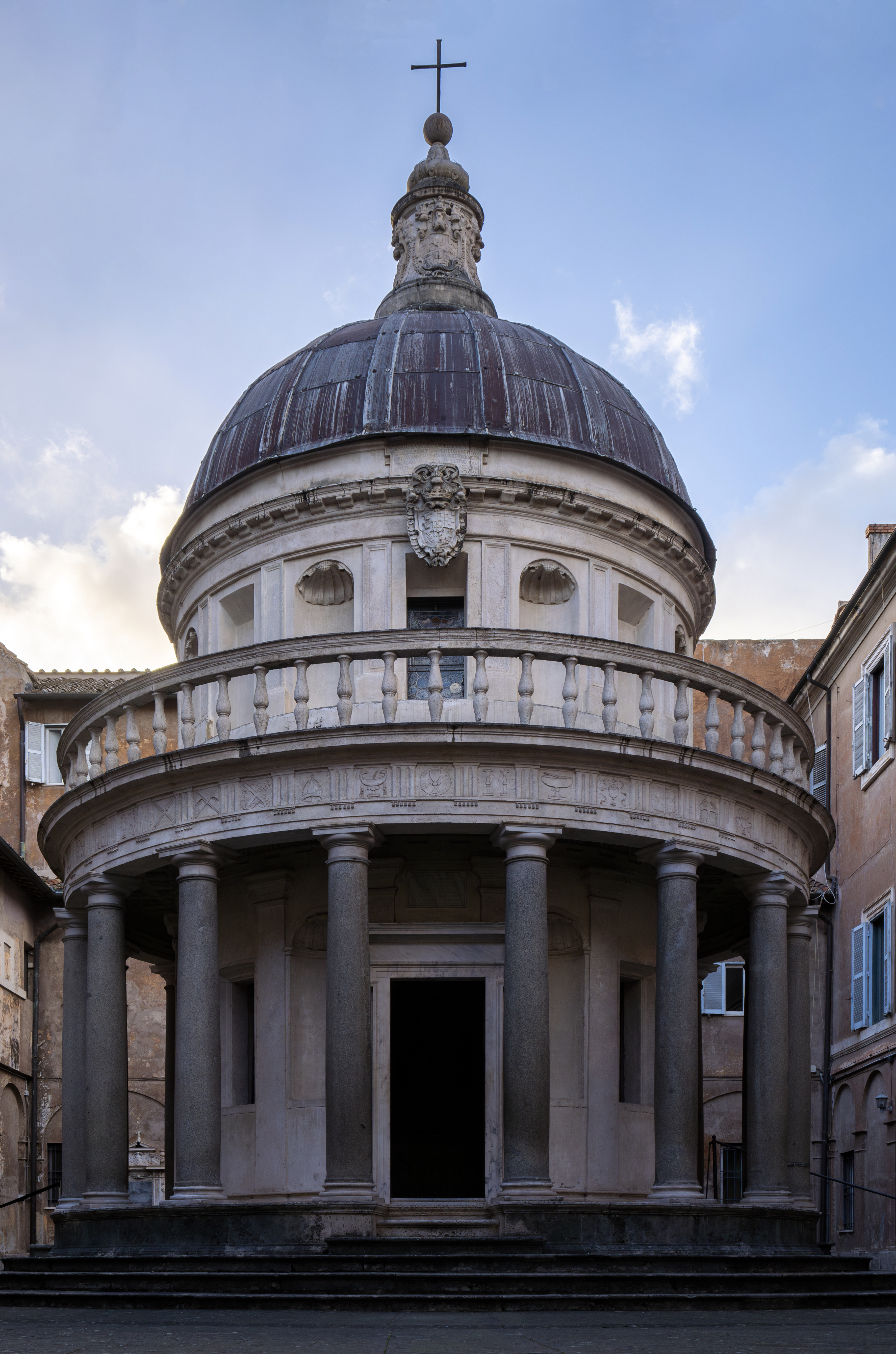
Patio de la sede de la antigua Academia Española de Bellas Artes de Roma.

### Trayectoria

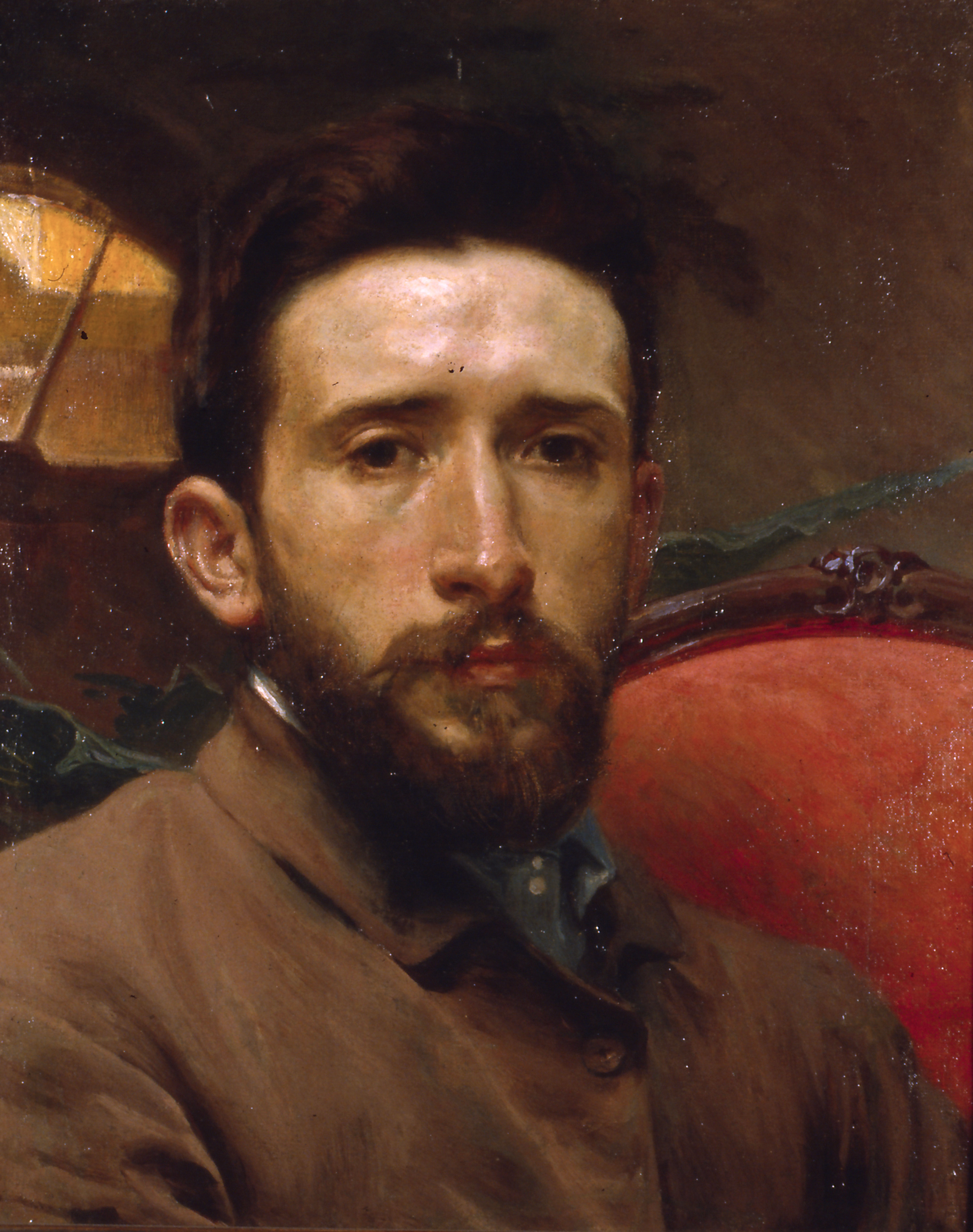
Autorretrato. Óleo sobre lienzo, 46 x 37'5 cm. Joaquín Bárbara y Balza, Roma, c. 1896.

Las aptitudes artísticas de Joaquín Bárbara son reconocidas desde los inicios de su etapa formativa por académicos y críticos. Durante sus años en San Fernando fue alumno de los maestros Luis y Federico de Madrazo y Kuntz, Carlos de Haes, Carlos Luis de Ribera o Dióscoro Puebla, entre otros, y obtuvo la recompensa de numerosas distinciones y premios en metálico. Entre 1890 y 1901 concurrió a las Exposiciones Nacionales de Bellas Artes hasta en cinco ocasiones, resultando premiados sus lienzos en los certámenes de 1892 (El último adiós), 1895 (Retrato del Excmo. Sr. Marqués de Villamejor) y 1897 (Náufragos). Cultivó la Pintura de Historia y el realismo social (Náufragos), la pintura de género (¿Qué habrá dentro?) y el costumbrismo (Baile en Goikoplaza; Niños jugando en Goikoetxe), el paisaje (Paisaje de Anuntzibai; Caserío de Llodio; marinas de la costa cantábrica y numerosas vistas de parajes del Valle de Ayala y Santander), la pintura religiosa (La cena de Emaús; Noli me tangere; Las Virtudes Teologales), la pintura decorativa (Alegoría de la Primavera para el palacio Alday), la ilustración y muy especialmente el retrato (Retratos de Dª. Agapita, Dª. Luisa y D. Francisco de Alday; Retrato de D. Estanislao de Urquijo y Landaluce, primer marqués de Urquijo; Retrato de D. Juan Manuel de Urquijo y Urrutia y de Dª. Dolores de Ussía y Aldama, segundos marqueses de Urquijo; Retrato de S.M. el Rey Alfonso XIII; Retrato de la niña Ellacuriaga; Retrato de Hermilio Alcalde del Río; Aldeana éuskara; Edward B. Fulde leyendo en su despacho).
Tras su periodo como pensionado en Italia, en el que realiza varios viajes por Florencia, Nápoles, Terracina, Capri o Venecia y visita asimismo la Exposición Internacional de Múnich de 1897 y muy probablemente también París, regresa a Madrid en 1899, abriendo estudio en la calle del Españoleto 20 y dedicándose principalmente a satisfacer los encargos de la burguesía y la aristocracia de la capital. Una cierta monotonía en el trabajo como retratista y la falta de estabilidad económica de la profesión le llevan a replantearse su condición de pintor y a presentarse a las oposiciones a profesor numerario de dibujo, cuya plaza obtiene en 1902. Inicia así un breve periplo como catedrático en los institutos de Córdoba y Vitoria (1903–1904) para recalar de manera definitiva en Santander junto a su esposa María Garavilla y Acha, madre de sus cinco hijos, con la que había contraído matrimonio en Llodio en 1903.
Desde 1904 hasta su muerte se empleó como catedrático de dibujo en el Instituto General y Técnico de Santander, ejerciendo asimismo de profesor en la Escuela Normal de Maestras de la ciudad a partir de 1921. Aunque un tanto alejado ya de los circuitos de exhibición pictórica a pesar de que nunca abandonó los pinceles, continuó vinculado a diferentes instituciones artísticas, culturales e intelectuales de la época como el Círculo de Bellas Artes de Madrid, del que había sido nombrado Socio de Honor en 1903, la Asociación Española de Pintores y Escultores, a la que representó en la capital cántabra a partir de 1918, la Asociación Vasca de Artistas y Aficionados a las Artes Plásticas de Bilbao, de cuyo grupo fundacional fue miembro adherido desde 1913 o el Ateneo de Santander, donde desempeñó el cargo de Vicepresidente de la Sección de Artes Plásticas. Entabló amistad con personalidades como el pintor vasco Pablo Uranga o el norteamericano afincado en París Edward Bernard Fulde (1853-1918), el arqueólogo Hermilio Alcalde del Río o el erudito Marcelino Menéndez Pelayo, a cuyos funerales asistió en 1912 en calidad de representante del Círculo de Bellas Artes. 
Mientras se hallaba recuperando de un leve accidente doméstico decidió poner fin a su vida disparándose un tiro en su casa de la calle del Río de la Pila el 10 de septiembre de 1931. Sus restos descansan en el cementerio de Ciriego. En diciembre de 2017, en el marco de un proyecto de recuperación de su figura y su obra y coincidiendo con el 150 aniversario de su nacimiento, su localidad natal le brindó un homenaje con motivo de la presentación de una monografía biográfica y catálogo de su producción pictórica más destacada, publicada por la Cofradía de San Roque de Llodio, la Fundación Alday, la Fundación Vital, el Ayuntamiento de Llodio y la Diputación Foral de Álava.

## Obra

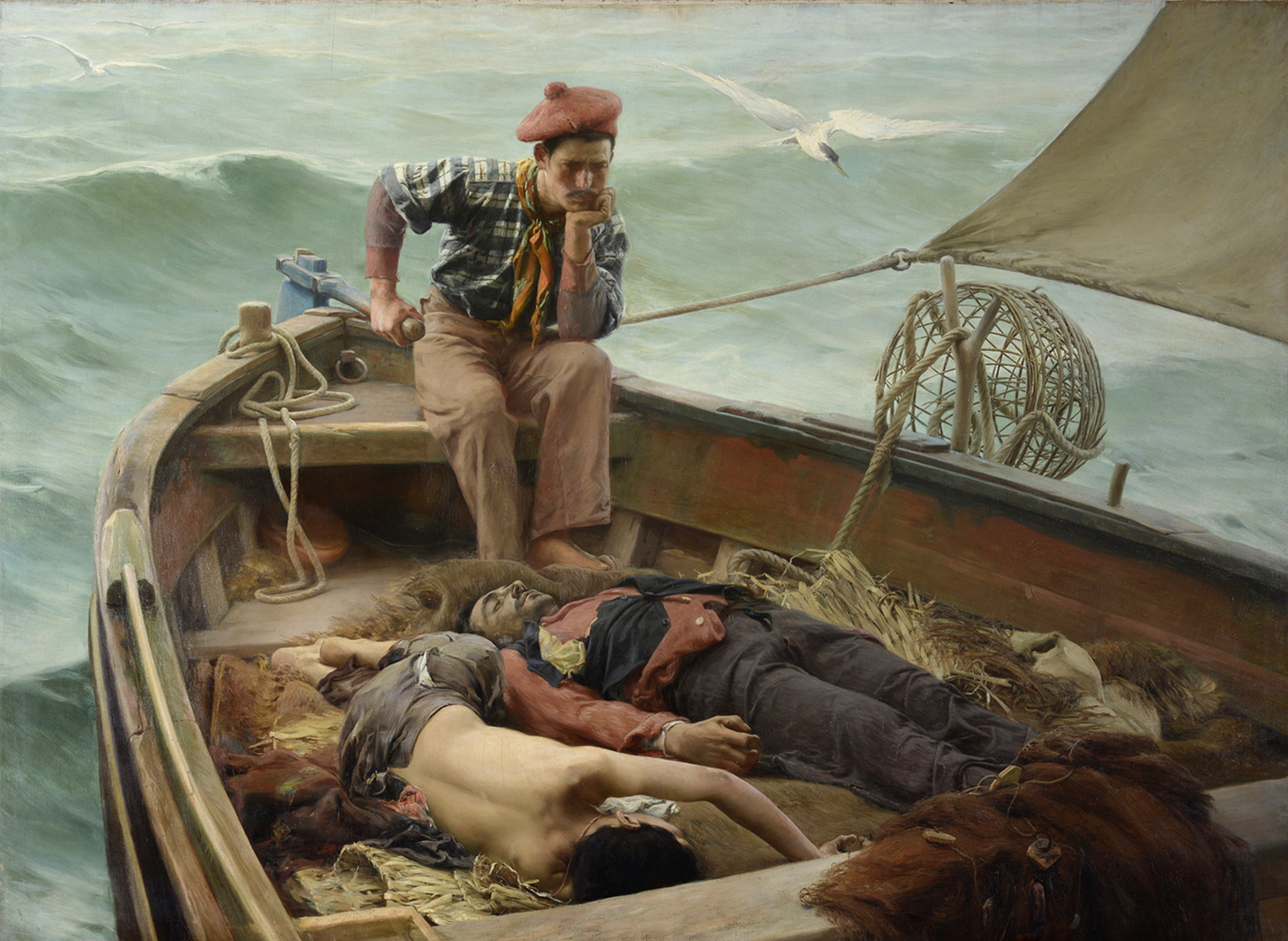
Náufragos. Óleo sobre lienzo, 182 x 254 cm. Joaquín Bárbara y Balza, 1896.

El grueso de su obra se encuentra actualmente diseminado principalmente en colecciones particulares de España (Madrid, Álava, Vizcaya, Cantabria, Alicante o  Jaén) y México; no obstante, algunos de sus lienzos más célebres forman parte de los fondos del Museo del Prado (Náufragos —en depósito en la colección del MUBAG Diputación de Alicante—; La cena de Emaús —en depósito en el Museo de Jaén— y Retrato de caballero. Copia de Velázquez —durante una época en depósito en el Museo de Bellas Artes de Sevilla—), el Museo de Bellas Artes de Álava (Retrato del Excmo. Sr. Marqués de Villamejor), la Colección Municipal Dispersa del Ayuntamiento de Madrid (Retrato de D. Francisco de Cubas y González-Montes, Marqués de Cubas y de Fontalba, como Alcalde de Madrid), el Museo de la Catedral de la Almudena de Madrid (reproducción del retrato anterior), la Facultad de Bellas Artes (Universidad Complutense de Madrid) (La Visitación de la Virgen. Copia de Ghirlandaio) o la Academia de España en Roma (Autorretrato).

## Exposiciones individuales
2020-2022.— Vitoria. Ignacio Figueroa, marqués de Villamejor. Un retrato por Joaquín Bárbara -ren erretratu bat. Museo de Bellas Artes de Álava, septiembre de 2020-mayo de 2022. Lienzo: Retrato del Excmo. Sr. Marqués de Villamejor.

## Exposiciones colectivas

### Pintura

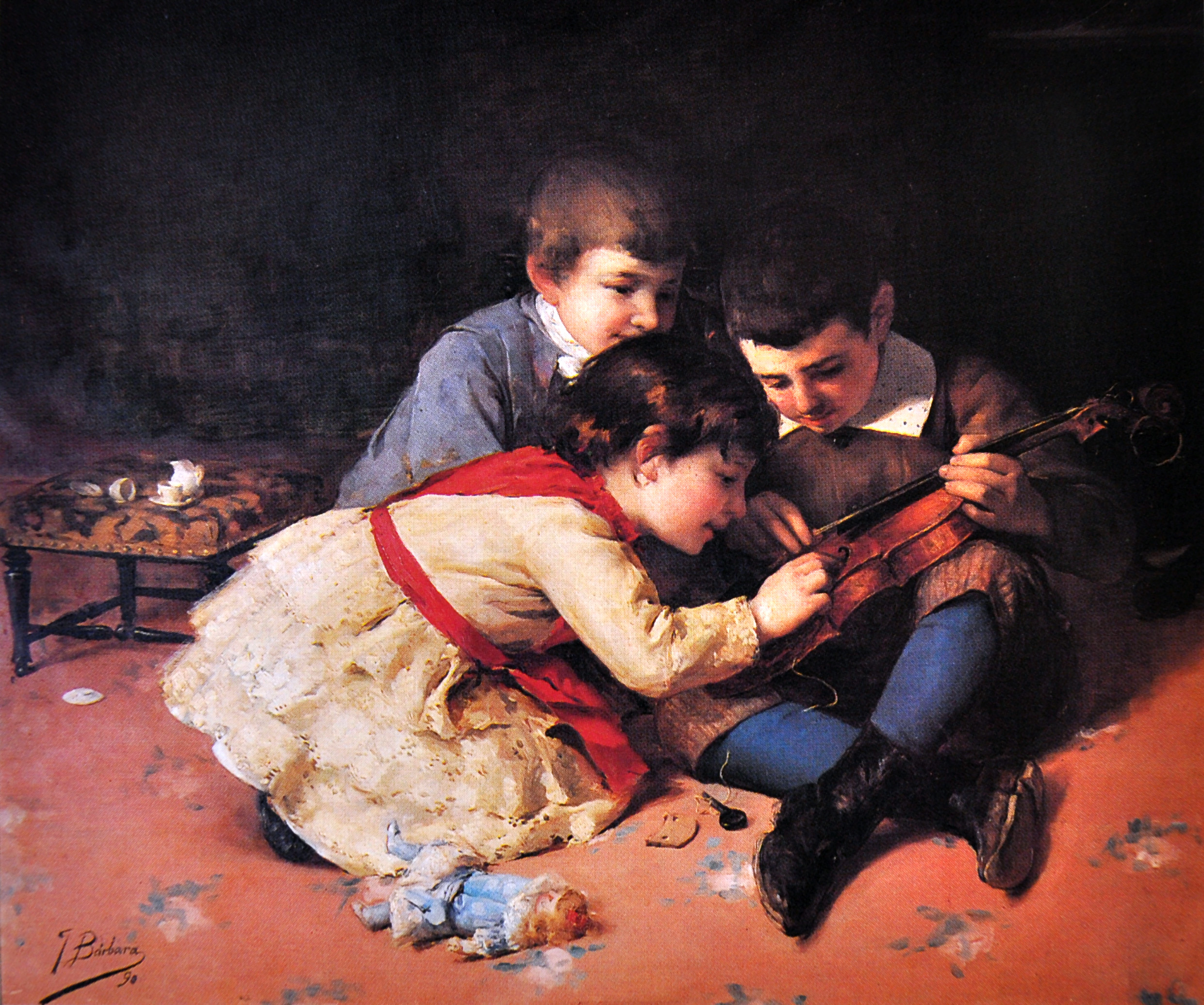
¿Qué habrá dentro? Óleo sobre lienzo, 94 x 114 cm. Joaquín Bárbara y Balza, 1890.

1890.— Madrid. Exposición Nacional de Bellas Artes. Palacio de las Artes y la Industria, mayo. Lienzo: ¿Qué habrá dentro?.
1891.— Barcelona. Exposición General de Bellas Artes. Palacio de Bellas Artes. Lienzo: El último adiós.
1891.— Madrid. Exposición Bienal del Círculo de Bellas Artes. Palacio de Cristal, Parque del Retiro, a partir del 11 de mayo. Lienzo: Aldeana éuskara.
1891.— Madrid. II Exposición de pasteles y acuarelas. Círculo de Bellas Artes, a partir del 21 de diciembre. Obras: Egipcio (acuarela), Kiosko de flores (acuarela) y Crepúsculo en el cementerio.
1892.— Madrid. Exposición Nacional de Bellas Artes. Palacio de las Artes y la Industria, octubre. Lienzos: El último adiós, Retrato de Dª. Agapita de Alday, Aldeana éuskara y Retrato del Sr. T. E.
1894.— Bilbao. Exposición Artística de Bilbao patrocinada por la Excma. Diputación de Vizcaya y el Excmo. Ayuntamiento de la Invicta Villa. Escuelas de Berástegui, del 9 de agosto al 11 de septiembre. Lienzos: El último adiós y Retrato de la niña Ellacuriaga.
1895.— Madrid. Exposición Nacional de Bellas Artes. Palacio de las Artes y la Industria, mayo. Lienzos: Retrato del Excmo. Sr. Marqués de Villamejor, Retrato de señora y Paisaje.
1897.— Madrid. Exposición Nacional de Bellas Artes. Palacio de las Artes y la Industria, mayo. Lienzo: Náufragos.
1901.— Madrid. Exposición Nacional de Bellas Artes. Palacio de las Artes y la Industria, del 29 de abril al 24 de junio. Lienzo: La cena de Emaús.
1902.— Madrid. Exposición Nacional de Retratos. Lienzos: Retrato de D. Francisco de Cubas y González-Montes, Marqués de Cubas y de Fontalba, como Alcalde de Madrid y Retrato del Excmo. Sr. Marqués de Villamejor.
1970.— Sevilla. Exposición de las últimas adquisiciones del Museo de Bellas Artes de Sevilla. Reales Alcázares, mayo-junio. Lienzo: Retrato del autor. Copia de Velázquez.
1979.— Madrid. Exposición antológica de la Academia Española de Bellas Artes de Roma (1873-1979). Comisariado: Joaquín de la Puente. Palacio de Velázquez, Parque del Retiro. Lienzo: La cena de Emaús.
1984.— Vitoria. Pintura alavesa contemporánea I (hasta 1960). Exposición antológica. Sala San Prudencio de la Caja Provincial de Ahorros de Álava, del 22 de septiembre al 16 de octubre. Lienzo: Bodegón.
1991.— Vitoria. La pintura en Álava. Sala San Prudencio de la Caja Vital Kutxa, del 3 al 20 de enero. Comisariado: José Antonio García Díez. Lienzos: ¿Qué habrá dentro? y Retrato de Dª. Luisa de Alday.
1992.— Madrid. Roma y el ideal académico. La pintura en la Academia Española de Roma (1873-1903). Comisariado: Carlos Reyero. Real Academia de Bellas Artes de San Fernando, del 9 de septiembre al 15 de octubre. Lienzos: Autorretrato, Náufragos y Visitación de la Virgen (copia de Ghirlandaio).
1995.— San Sebastián. Artistas vascos en Roma (1865-1915). Comisariado: Iñaki Moreno Ruiz de Eguino. Gipuzkoa Donostia Kutxa, del 28 de julio al 3 de septiembre. Lienzos: Náufragos, Visitación de la Virgen (copia de Ghirlandaio) y La cena de Emaús.
2013-2014.— Llodio y Vitoria (Álava). Berraurkituriko begiradak. Miradas reencontradas. Comisariado: Cofradía del Señor Sant Roque. Casa de Cultura del Parque de Lamuza de Llodio, del 13 de diciembre al 5 de enero de 2013; Sala Luis de Ajuria de Vitoria, del 10 de enero al 1 de febrero de 2014. Lienzos: Retrato de D. Francisco de Alday (I), Retrato de D. Francisco de Alday (II), Retrato de Dª. Luisa de Alday y Retrato de Dª. Agapita de Alday.
2021.— Alicante. A estudio. Piezas para nuevos discursos. Comisariado: María José Gadea, María Gazabat y Jorge A. Soler. MUBAG. Lienzo: Náufragos.

### Fotografía
2002-2007.— Ayala (Álava). Hamar. Exposición de fotografías del sacerdote Ritxar Agirre sobre piezas relevantes de arte sacro conservadas en el valle de Ayala. III Jornadas Históricas de Ayala, Torre de Negorta de Zuhatza, del 16 al 30 de noviembre, y otros emplazamientos. Fotografía: Ángeles (fragmento de lienzo para la decoración del oratorio Alday).
2016.— Santander. Instituto Santa Clara, una historia para recordar (1838-1916-2016). Comisariado: Antonio de los Bueis, IES Santa Clara. Biblioteca Central de Cantabria, del 3 de octubre al 3 de noviembre. Fotografía: Joaquín Bárbara y Balza ante una de sus obras.

### Filatelia
2010.— Llodio (Álava). Expofil: Joaquín Bárbara y Balza. Organizada por la Asociación Filatélica Laudio en homenaje al artista llodiano. Casa de Cultura del Parque de Lamuza, del 24 al 28 de abril. Matasellos conmemorativo de Joaquín Bárbara.

### Arqueología
2012-2013.— Alcalá de Henares (Madrid). Arte sin artistas. Una mirada al Paleolítico. Comisariado: Sergio Ripoll. Museo Arqueológico Regional de la Comunidad de Madrid, del 18 de diciembre de 2012 al 7 de abril de 2013. Lienzo: Retrato de Hermilio Alcalde del Río.